# Nico 2: Germà petit, problema gran
Nico 2: Germà petit, problema gran (originalment en finès, Niko 2 – lentäjäveljekset) és una pel·lícula d'aventures i comèdia animada per ordinador en 3D de 2012. Està produïda pels estudis finesos Anima Vitae i Cinemaker OY amb la coproducció d'Ulysses (Alemanya), A. Film (Dinamarca) i Tidal Films (Irlanda). És la seqüela de Nico, el ren que somiava volar i està escrita per Hannu Tuomainen i Marteinn Thorisson i dirigida per Kari Juusonen i Jørgen Lerdam. Es va estrenar a Finlàndia el 12 d'octubre de 2012. Anima Vitae i Cinemaker OY van ser nominats als Cartoon Movie Tributes 2013 en la categoria de productor europeu de l'any. Com la seva predecessora, és una de les pel·lícules finlandeses més cares.
Es va estrenar en català el 24 de desembre de 2018 al Canal Super3.

## Argument
Al petit ren Nico li agradaria molt que la seva mare i el seu pare tornessin a estar junts. Un dia, la seva mare li anuncia una sorpresa: ha conegut un nou xicot, un ren que es diu Lenni i que vindrà a viure amb ells juntament amb el seu fill petit, en Johnny. Quan un dia en Nico es distreu un moment de vigilar el petit Johnny, el seu nou germanastre és segrestat. Trobar-lo dependrà d'en Nico, però no estarà sol en aquesta aventura, comptarà amb la col·laboració dels seus amics i la seva família amb un objectiu molt clar: rescatar amb èxit en Johnny.